# Yingaresca oteroi
Yingaresca oteroi là một loài bọ cánh cứng trong họ Chrysomelidae. Loài này được Blake miêu tả khoa học năm 1934.